# ビバリーヒルズ・コップ

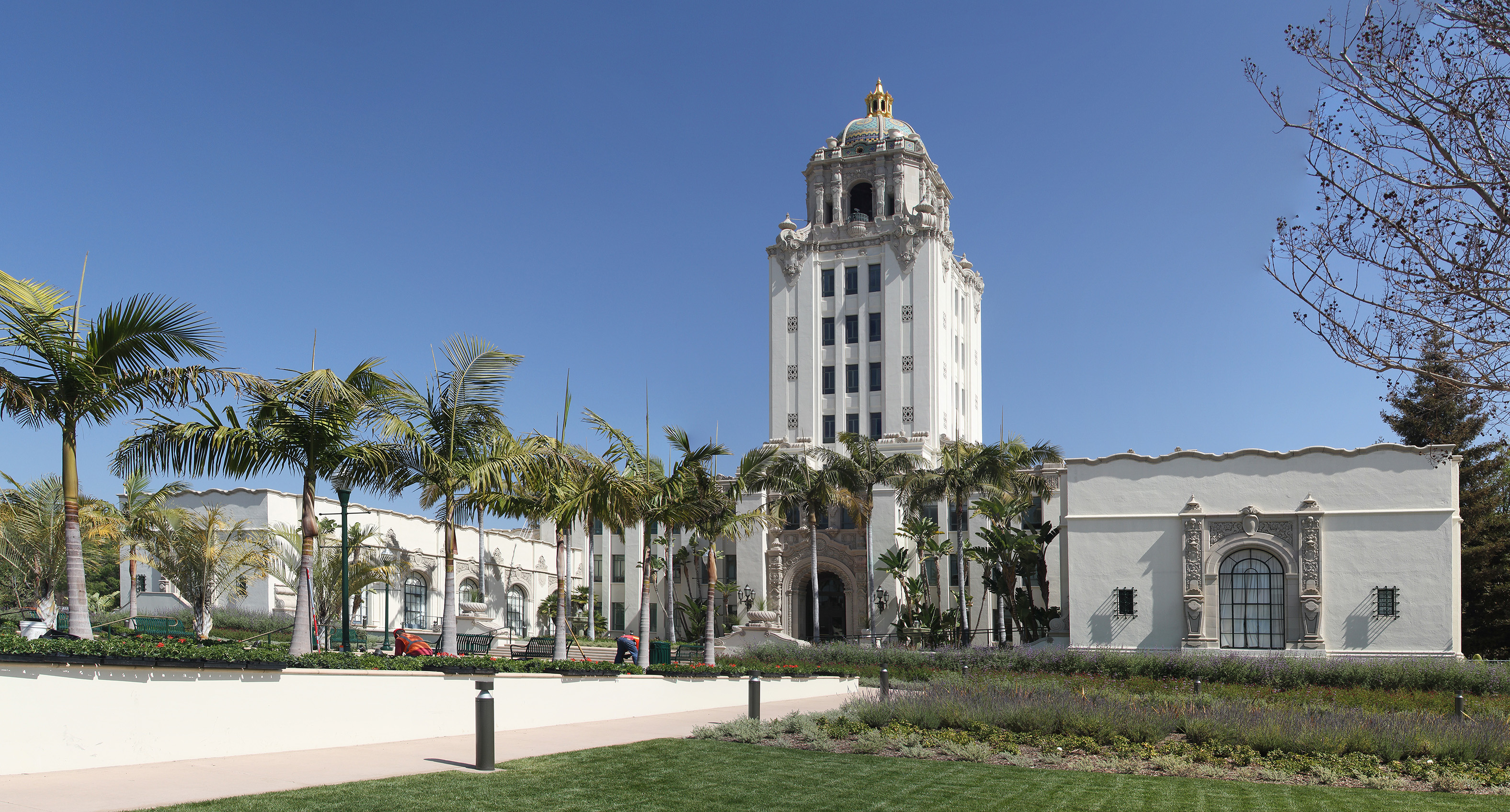
ビバリーヒルズ警察本部外観の撮影に使用されたビバリーヒルズ・シティ・ホール

『ビバリーヒルズ・コップ』（Beverly Hills Cop）は、1984年に公開されたアメリカ合衆国のアクション・コメディ映画。監督はマーティン・ブレスト、主演はエディ・マーフィ。

## 概要
高級住宅街ビバリーヒルズへ単身出向くことになるデトロイトの刑事、アクセル・フォーリーの活躍を描いた作品。1982年に『48時間』で映画俳優としてデビューしたエディ・マーフィの映画初主演作であり、エディ・マーフィ・プロダクション名義でアソシエイト・プロデューサーも務めた。本作は3億1600万ドルを超える興行収入を記録し、第57回アカデミー賞の脚本賞、第42回ゴールデングローブ賞の作品賞 (ミュージカル・コメディ部門)、主演男優賞 (ミュージカル・コメディ部門)にもノミネートされた。続編として1987年に『ビバリーヒルズ・コップ2』、1994年には『ビバリーヒルズ・コップ3』が公開された。
企画当初はシルヴェスター・スタローンが主演する予定で、スタローンの要請により、脚本のノンコメディ化、名前のコブラへの変更などが行なわれたが、予算の都合でマーフィと交代することになった。そのときの脚本をさらに書き換えたものがスタローン主演の『コブラ』である。
アクセルの上司であるダグラス・トッド警部役には当時、デトロイト警察の殺人課に勤務する現職の警部だったギルバート・R・ヒルが起用されている。デトロイトの撮影で警察署に行ったとき、監督のブレストが独特の物腰に目をつけて出演を頼んだ。その後、ヒルは続編の『2』と『3』にも出演した。
マスコミ試写では笑いがまったく起きず反応が今ひとつであったため、それを見たマーフィは落胆したが、のちの一般試写では大反響で、映画も大ヒットとなった。

## ストーリー
優秀だが問題ばかり起こし、上司のトッド警部からも見放されたような状態の、デトロイト市警察本部に所属する若手刑事アクセル。ある夜、アクセルが帰宅すると、仮出所後にしばらくビバリーヒルズで働いていた幼馴染のマイキーと再会する。マイキーは勤務先の倉庫で失敬してきたという、一束の無記名債権を持っていた。二人は酒を飲みに外出するが、戻ってきたところで二人組の男たちに襲われ、マイキーが殺害される。マイキーの仇討ちを決意したアクセルは、犯人を追って単独でビバリーヒルズに乗り込み、画商を営む幼馴染みのジェニーに接触する。アクセルは、マイキーがジェニーの紹介で大物画商メイトランドに雇われていたことを聞き出し、メイトランドに会いに行くが一蹴され、駆け付けたビバリーヒルズ警察に連行される。アクセルはボゴミル警部補から勝手な行動を起こさないように釘を刺されて釈放されるが、お目付け役として尾行してきた刑事のビリーとタガートを振り切り、ジェニーとともにメイトランドの倉庫に潜入し、大量の無記名債権が運び込まれるのを目にする。
倉庫から戻ったアクセルは、ビリーとタガートを連れてストリップ・バーに向かい、メイトランドが犯罪を行なっていることを伝えるが、そこに怪しい二人組の男が現れる。アクセルは一方の男に近付き、銃を手にした男を取り押さえる。二人組の「強盗犯」を逮捕したアクセルはボゴミルに事情を聞かれ、「ビリーとタガートが強盗を逮捕した」と嘘を伝えるが、規則を重視するタガートは正直にアクセルが逮捕したことを報告する。ボゴミルはビリーとタガートを尾行から外し、アクセルに再度警告する。
翌日、アクセルは新しい尾行役を振り切りふたたびメイトランドのまえに現れ、マイキーの仇を討つと宣言する。ビバリーヒルズ警察本部に戻ったアクセルは、ボゴミルたちにメイトランドが麻薬（コカイン）の密輸入を行なっていることを伝え捜査協力を求めるが、「令状を取るには証拠が足りない」として断られ、騒ぎを聞きつけたハバード警察本部長から、公務執行妨害を不問に付す引き換えとしてデトロイトに帰るように命令される。アクセルは監視役のビリーを説得して仲間に引き入れ、ジェニーを含めた三人でメイトランドの倉庫に向かう。
倉庫に到着したアクセルはジェニーとともに倉庫に潜入して、海外から到着した貨物の中に証拠品の麻薬を発見するが、メイトランドの部下に捕まる。ジェニーはメイトランドに連れ去られ、残されたアクセルはリンチを受けるが、そこに外で待機していたビリーが駆け付け助け出される。ふたりはタガートに応援を要請してメイトランドの屋敷に向かい、合流したタガートとともに屋敷に突入し、メイトランドの部下たちと銃撃戦になる。通報を受けたボゴミルはパトロール中の警官にメイトランド邸に急行するように命令し、自身もメイトランド邸に向かう。
アクセルはビリーとタガートがメイトランドの部下たちを引き付けている隙に屋内に入り、マイキーを殺した男を見付け出し射殺するが、ジェニーを人質にするメイトランドに隙を突かれ撃たれる。メイトランドはアクセルにとどめを刺そうとするが、アクセルと、駆け付けたボゴミルによって射殺される。証拠品の麻薬を押収し、生き残ったメイトランドの部下たちを逮捕したアクセルたちの前にハバードが現れて説明を求め、ボゴミルは「アクセルと麻薬密輸の合同捜査を行い、ビリーとタガートが事件を解決した。事態が事態なので絶対部外秘で捜査した」と説明し、事実かどうかを聞かれたタガートもボゴミルの説明に同調したため、ハバードは彼らの説明を受け入れる。事件を解決しマイキーの仇を討ったアクセルは、ビリーとタガートに見送られてビバリーヒルズをあとにする。

## 登場人物
アクセル・フォーリー（Axel Foley）
演 - エディ・マーフィ
デトロイト警察の刑事で、少年時代にはビリーたちと悪ふざけばかりしていた。腕は確かだが独断専行をする悪癖がある。自分に都合が悪いことには強引にねじ伏せようとするなど、質の悪い一面があるが、自分の家に不法侵入したうえに勝手に冷蔵庫の中を漁ったマイキーにも怒るようなことをしなかった。また自分の態度に問題があったとはいえ、ジョンに殴られたことを根にもたず、むしろ大人の対応で済ませるなど友達や同僚には寛容である。
デトロイト市警のバッジなど、ビバリーヒルズの住人はロクに知らないと知っており、たびたび市警のバッジをチラ見せして、でたらめな肩書を名乗る。
“ビリー”ウィリアム・ローズウッド（William "Billy" Rosewood）
演 - ジャッジ・ラインホルド
ビバリーヒルズ警察の刑事。真面目で素直で気は良いが、勤務中に仕事に関係のない話をするなど、能天気で少々抜けており、取り調べの際に机に座るなど非常識な部分がある。
ジョン・タガート（John Taggart）
演 - ジョン・アシュトン
ビバリーヒルズ警察の巡査部長で、ビリーの相棒。ビリー同様に真面目な性格だが、当初は立場が強い人間の話を優先し、態度に難があったとはいえアクセルの腹を殴り付けるなど少々横暴で暴力的な一面があった。共に行動していく内にアクセルと信頼関係を結ぶ。
“ジェニー”ジーネッテ・サマーズ（Jeanette "Jenny" Summers）
演 - リサ・アイルバッハー
アクセルとマイキーの旧友。美術商でビバリーヒルズに画廊を開いている。マイキーに仕事を紹介するなど面倒見が良いが、無断で他人の車を借りるなどの非常識な一面がある。
アンドリュー・ボゴミル（Andrew Bogomil）
演 - ロニー・コックス
警部補。規則ずくめのビバリーヒルズ警察を体現したような生真面目な人物。アクセルを殴ったジョンを咎めて謝らせる一方で、彼を起訴するかどうかを確認して、アクセルを呆れさせた。物語の終盤にメイトランド邸で銃撃発生との通報を受けると、アクセルたちの仕業と気付きつつも、「潜入捜査官たちがいる」として応援を手配した。
ヴィクター・メイトランド（Victor Maitland）
演 - スティーヴン・バーコフ
実業家。ジェニーいわく、アメリカでは5本の指に入る画商だが、その正体は麻薬の密売人。
マイキー”マイケル・タンディーノ（Michael "Mikey" Tandino）
演 - ジェームズ・ルッソ
アクセルの親友。かつてアクセルをかばって少年院に入り、その後も服役歴がある。仮出所後にビバリーヒルズの美術品倉庫で働くが、職場で見かけた無記名債権をくすねたり、アクセルの家に勝手に入り食べ物を漁って食べるなど、手癖の悪い面がある。
ザック（Zack）
演 - ジョナサン・バンクス
メイトランドの部下で右腕的存在。マイキーを殺害した人物。
ハバード（Hubbard）
演 - スティーブン・エリオット
ビバリーヒルズ警察本部長。ボゴミル達にアクセルをデトロイトに帰すように命令する。
ダグラス・トッド（Douglas Todd）
演 - ギルバート・R・ヒル
デトロイト警察の警部。アクセルの上司。無茶苦茶な捜査をするアクセルを疎ましく思っているが優秀な刑事であることは認めている。現場を見ての推測が当たっているなど、推理力がある。
フォスター（Foster）
演 - アート・キンブロ
ビバリーヒルズ警察の刑事。マケイブと行動を共にする。
マケイブ（McCabe）
演 - ジョエル・ベイリー
ビバリーヒルズ警察の刑事。フォスターと行動を共にする。
セルジュ（Serge）
演 - ブロンソン・ピンチョット
ジェニーの画廊で働いている従業員。少々、おネエが入っている。
ジェフリー・フリードマン（Jeffrey Friedman）
演 - ポール・ライザー
アクセルの同僚。独断専行をするアクセルのやり方に辟易しているが、そんなアクセルを心配する友人でもある。
ケイシー（Casey）
演 - マイケル・チャンピオン
メイトランドの部下。ザックと共にマイキー殺害に立ち会う。

## キャスト
| 役名                                  | 俳優                                                    | 日本語吹替                                 | 日本語吹替 | 日本語吹替         |
| 役名                                  | 俳優                                                    | テレビ朝日版                               | VOD版 | 機内上映版         |
| ------------------------------------- | ------------------------------------------------------- | ------------------------------------------ | --- | ------------------ |
| アクセル・フォーリー                  | エディ・マーフィ                                        | 富山敬                                     | 山寺宏一 | 屋良有作           |
| “ビリー”ウィリアム・ローズウッド刑事  | ジャッジ・ラインホルド                                  | 野島昭生                                   | 金城大和 |                    |
| ジョン・タガート巡査部長              | ジョン・アシュトン                                      | 大塚周夫                                   | 相沢まさき |                    |
| “ジェニー”ジーネッテ・サマーズ        | リサ・アイルバッハー                                    | 藤田淑子                                   | 斎藤恵理 |                    |
| アンドリュー・ボゴミル警部補          | ロニー・コックス                                        | 中村正                                     | 中博史 |                    |
| ヴィクター・メイトランド              | スティーヴン・バーコフ                                  | 田口計                                     | 後藤哲夫 |                    |
| “マイキー”マイケル・タンディーノ      | ジェームズ・ルッソ                                      | 石丸博也                                   | |                    |
| ザック                                | ジョナサン・バンクス                                    | 安田隆                                     | さかき孝輔 |                    |
| ハバード警察本部長                    | スティーブン・エリオット                                | 宮川洋一                                   | 窪田吾朗 |                    |
| ダグラス・トッド デトロイト市警察警部 | ギルバート・R・ヒル                                     | 阪脩                                       | 北島善紀 |                    |
| フォスター刑事                        | アート・キンブロ                                        | 玄田哲章                                   | 岡井カツノリ |                    |
| マケイブ刑事                          | ジョエル・ベイリー                                      | 千田光男                                   | |                    |
| セルジュ（サージ）                    | ブロンソン・ピンチョット                                | 林一夫                                     | 永井将貴 |                    |
| ジェフリー・フリードマン              | ポール・ライザー                                        | 小室正幸                                   | 赤坂柾之 |                    |
| ケイシー                              | マイケル・チャンピオン                                  | 石塚運昇                                   | |                    |
| タバコの売人                          | フランク・ペシ                                          | 秋元羊介                                   | |                    |
| バナナを渡すホテルマン                | デイモン・ウェイアンズ                                  | 小室正幸                                   | |                    |
| 役不明またはその他                    |                                                         | 城山知馨夫 羽村京子 折笠愛 嶋俊介 山寺宏一 | こばたけまさふみ 大西弘祐 松川央樹 宮本誉之 三瓶雄樹 寺依沙織 石井綾 中務貴幸 小林達也 丸山智行 山本満太 竹内栄治 伊原正明 蜂須賀智隆 佐々木拓真 広瀬淳 木島隆一 野川雅史 堀越知恵 高坂宙 |                    |
|                                       |                                                         |                                            | |                    |
| 演出                                  |                                                         | 伊達康将                                   | 高橋正浩 |                    |
| 翻訳                                  | 金田文夫（ソフト版字幕） 佐藤恵子（BSプレミアム版字幕） | 岩本令                                     | 高部義之 |                    |
| 調整                                  |                                                         | 小野敦志                                   | |                    |
| 効果                                  |                                                         | リレーション                               | |                    |
| 制作                                  |                                                         | 東北新社                                   | ニュージャパンフィルム |                    |
| 初回放送                              |                                                         | 1988年5月8日 『日曜洋画劇場』              | | 1984年 JALにて上映 |

- VOD版の日本語吹替は、各オンデマンド配信のほか、2020年4月8日発売の『ビバリーヒルズ・コップ デジタル・リマスター版 3ムービー・ベストバリューBlu-rayセット』に付属の『ビバリーヒルズ・コップ　デジタル・リマスター版』にも収録[11]。

## スタッフ
- 監督：マーティン・ブレスト[注 2]
- 製作：ドン・シンプソン、ジェリー・ブラッカイマー
- 脚本：ダニエル・ペトリ・Jr
- 音楽：ハロルド・フォルターメイヤー

## 地上波放送履歴
吹き替えはすべてテレビ朝日版が使用されている。
| 回数   | テレビ局   | 番組名             | 放送日         |
| ------ | ---------- | ------------------ | -------------- |
| 初回   | テレビ朝日 | 日曜洋画劇場       | 1988年5月8日   |
| 2回目  | テレビ朝日 | 日曜洋画劇場       | 1989年10月15日 |
| 3回目  | フジテレビ | ゴールデン洋画劇場 | 1990年12月8日  |
| 4回目  | フジテレビ | ゴールデン洋画劇場 | 1992年7月4日   |
| 5回目  | フジテレビ | ゴールデン洋画劇場 | 1994年7月2日   |
| 6回目  | 日本テレビ | 金曜ロードショー   | 1997年1月31日  |
| 7回目  | テレビ朝日 | 日曜洋画劇場       | 1998年9月27日  |
| 8回目  | テレビ朝日 | 日曜洋画劇場       | 2000年6月4日   |
| 9回目  | フジテレビ | ゴールデンシアター | 2003年4月13日  |
| 10回目 | テレビ東京 | 午後のロードショー | 2019年1月11日  |
| 11回目 | テレビ東京 | 午後のロードショー | 2022年3月3日   |

## 受賞/ノミネート
- 第57回アカデミー賞
  - ノミネート - 脚本賞
- 第42回ゴールデングローブ賞
  - ノミネート - 作品賞 (ミュージカル・コメディ部門)・主演男優賞 (ミュージカル・コメディ部門)

## 逸話
カナダのポップ・ロック歌手、コリー・ハートは映画関係者から『ビバリーヒルズ・コップ』のサントラのオファーがあったが、すでに出来上がっていたものであったために、詞も曲もすべて自分で書くと決めていたポリシーに反するために断ったとされる。